# Słońce Pana
Słońce Pana (kor.: 주군의 태양, MOCT: Jugun-ui taeyang; znana także jako Master's Sun) – serial koreański wyprodukowany w 2013 roku w Korei Południowej. Główne role odgrywają w nim Gong Hyo-jin oraz So Ji-sub. Serial został napisany przez siostry Hong i był emitowany na kanale SBS od 7 sierpnia do 3 października 2013 w środy i czwartki o 21:55. Całość składa się z 17 odcinków.
Serial jest dostępny z napisami w języku polskim za pośrednictwem platformy Viki, pod tytułem Słońce Pana.

## Fabuła
Joo Joong-won (So Ji-sub) jest chłodnym i goniącym za pieniądzem dyrektorem Królestwa – konglomeratu obejmującego centrum handlowe i hotel. Pewnego dnia spotyka ponurą Tae Gong-shil (Gong Hyo-jin), która od wypadku kilka lat wcześniej widzi duchy zmarłych. Ich dotychczasowe życie przybiera nowy obrót, gdy zaczynają razem współpracować nad rozwiązaniem zagadki z przeszłości Joong-wona, dotyczącego porwania, skradzionego drogocennego naszyjnika i martwej dziewczyny.

## Obsada

### Główna
- Gong Hyo-jin jako Tae Gong-shil[6][7] – niegdyś radosna i popularna, od wypadku w wyniku którego zaczęła widzieć duchy, wiedzie żywot wyrzutka bez stałej pracy. W normalnym życiu przeszkadzają jej ciągle nawiedzające ją duchy – niektóre proszą ją o przysługi, inne przychodzą ją straszyć lub próbują opętać w czasie snu. Pewnej nocy przez przypadek poznaje Joo Jоong-wona i odkrywa, że duchy znikają gdy tylko Gong-shil go dotyka. Wkrótce zatrudnia się jako sprzątaczka w Królestwie, a jakiś czas później zaczyna pomagać Joong-wonowi w różnych problemach związanych z duchami oraz w odnalezieniu jego zguby. Dzięki temu powoli zaczyna odnajdywać balans w swoim życiu.

- So Ji-sub jako Joo Jоong-won[8][9] / L jako młody Joong-won – właściciel Kingdom Group, zapatrzony w siebie, ambitny, liczący się z każdym groszem biznesmen, który chłodno kalkuluje każde swoje posunięcie. Trauma związana z porwaniem lata wcześniej sprawiła, że stał się nieufny wobec innych, interesowny i zaczął cierpieć na dysleksję. Używa umiejętności Gong-shil, ponieważ ma nadzieję, że uda się skontaktować z jego martwą dziewczyną, zamieszaną w jego porwanie i kradzież naszyjnika jego matki, wartego 10 bilionów wonów.

- Seo In-guk jako Kang Woo[10][11] – były żołnierz armii południowokoreańskiej. Po odejściu ze służby, używa swoich umiejętności i doświadczenia w sektorze prywatnym – zostaje zatrudniony jako szef ochrony w centrum handlowym należącym do Joong-wona. Ponadto przygląda się bliżej działalności szefa oraz jego powiązań z Gong-sil i składa z niej raporty ojcu Joong-wona.

- Kim Yoo-ri jako Tae Yi-ryung – celebrytka i modelka pracująca na zlecenia dla centrum handlowego Joong-wona. Jej ślub z piłkarzem zostaje zrujnowany przez Gong-shil, jej dawną szkolną rywalkę. Pomimo iż nie są spokrewnione dzielą takie samo nazwisko, w szkole nazywane były dla rozróżnienia: wtedy bardziej popularna Gong-shil nazywana była „Dużym słońcem” (Taeyang), a aparatka w okularach Yi-ryung „Słoneczkiem”. Chcąc zemścić się na Gong-shil za zniszczenie jej ślubu i gorzkie wspomnienia z liceum, Yi-ryung planuje uwieść Joong-wona, ale zamiast tego zakochuje się w Kang Woo.

### Postaci drugoplanowe
- Kim Mi-kyung jako Joo Sung-ran – ciotka Joong-wona.

- Lee Jong-won jako Do Seok-chul – sporo młodszy od małżonki mąż Sung-ran, wicedyrektor Królestwa.

- Choi Jung-woo jako Kim Gwi-do – sekretarz Joong-wona, który jest jednocześnie prawnikiem i psychologiem dziecięcym. Wspiera zarówno Joong-wona jak i Gong-shil.

- Park Hee-bon jako Tae Gong-ri – starsza siostra Gong-shil, która pracuje w kawiarni.

- Kim Yong-gun jako dyrektor Joo – ojciec Joong-wona. Zatrudnił Kang Woo by potajemnie szpiegować swojego syna.

- Lee Do-hyun jako Lee Seung-mo – mały chłopiec mieszkający po sąsiedzku w budynku w którym mieszka Gong-shil.

- Hong Eun-taek jako Lee Seung-joon – mały chłopiec mieszkający po sąsiedzku w budynku w którym mieszka Gong-shil. Brat Seung-mo.

- Lee Jae-won jako Lee Han-joo – pracownik ochrony Królestwa, nie umie trzymać języka za zębami.

- Jeong Ga-eun jako Ahn Jin-joo – pracownik sklepu w centrum handlowym Królestwa.

- Han Bo-reum jako Cha Hee-joo (Hanna Brown) – była dziewczyna Joong-wona, która zginęła w trakcie wydarzeń związanych z jego porwaniem. Pomimo oficjalnego statusu ofiary całej sytuacji, Joong-won wie, że dziewczyna znała jego porywacza i była z nim w zmowie, czego jednak nikomu nie ujawnia. Gdy Gong-shil widzi jej ducha kręcącego się w pobliżu Joong-wona, ten proponuje jej umowę, by dowiedzieć się kim był jego porywacz. Jednakże duch odmawia wyjawienia prawdy Gong-shil, usprawiedliwiając to chęcią ochrony tej osoby.

- Hwang Sun-hee jako Hanna Brown (Cha Hee-joo) – Hee-joo i Hanna były bliźniaczkami, których rodzice zmarli w wypadku. Wkrótce potem zostają rozdzielone - Hanna zostaje adoptowana przez rodzinę w Wielkiej Brytanii, podczas gdy Hee-joo dorasta w sierocińcu.

- Lee Chun-hee jako Yoo Jin-woo – był zakochany w duchu Gong-shil, gdy ta leżała w śpiączce.

### Występy gościnne
- Jin Yi-han jako Yoo Hye-sung (odcinek 1)[12] – znany piłkarz. Jest zaręczony z Yi-ryung, a ich ślub ma się odbyć na koszt Kingdom Group. Jednak nie są zbyt zgodni co do ich wspólnej przyszłości - on chce nadal być zawodowym piłkarzem pomimo wieku i kontuzji, a Yi-ryung chce pozostać w Korei i być niczym "Koreańscy Becks i Posh".

- Song Min-jung jako Kim Mi-kyung (odcinek 1) – duch w sukni ślubnej, była dziewczyna Hye-sunga. Pomimo dobrych relacji z chłopakiem, zrywa z nim gdy dowiaduje się, że jest śmiertelnie chora, bez podania powodu; jednak widząc że jej były chłopak ma wziąć ślub z kobietą której nie kocha, jej duch próbuje odwieść go od tego zamiaru.

- Lee Seung-hyung jako menadżer Hye-sung (odcinek 1) – szantażuje Hye-sung anonimowymi listami wykorzystując osobę Mi-kyung, wiedząc że dziewczyna już dawno nie żyje.

- Nam Myung-ryul jako człowiek który nie chce sprzedać swojego domu (odcinek 1) – właściciel domu zbudowanego w miejscu gdzie Joong-won chce zbudować pole golfowe.

- Kim Dong-gyun jako syn-hazardzista (odcinek 1) – duch jego matki prosi Gong-shil o przekazanie mu zebranych przez nią przez lata pieniędzy, by jej rodzina mogła opłacić jej pogrzeb i spłacić długi. Jednak syn używa ich do uprawiania hazardu.

- Lee Sung-woo jako randka Gong-shil (odcinek 1, cameo)[13]

- Bang Minah jako Kim Ga-young (odcinek 2) – liderka szkolnej paczki przyjaciółek, które nawiedzane są przez swoją koleżankę z klasy.

- Kim Bo-ra jako Ha Yoo-jin (odcinek 2) – członkini paczki przyjaciółek.

- Park Hyo-bin jako Joo-hyun (odcinek 2) – członkini paczki przyjaciółek.

- Lee Hye-in jako Lee Eun-seol (odcinek 2) – duch nastolatki która razem z Ga-young, Yoo-jin i Joo-hyun chodziła do klasy, a z którymi starała się zaprzyjaźnić, choć te ją zwykle odtrącały. Pewnego dnia wpada pod samochód.

- Kim Min-ha jako Park Ji-eun (odcinek 2) – koleżanka z klasy do której chodzą trzy przyjaciółki. Widziała jak doszło do wypadku Eun-seol. Używając jej komórki, z zemsty za to jak traktowały zmarłą, prześladuje je.

- Kim Sang-joong jako prowadzący program Unsolved Mysteries (odcinek 2)

- Yoo Kyung-ah jako Choi Yoon-hee (odcinek 3) – duch kobiety w różowych szpilkach. Zginęła w wypadku chwilę po tym, jak odkryła, że jej mąż ją zdradza.

- Baek Seung-hyun jako mąż Yoon-hee (odcinek 3) – właściciel sklepu z butami w Królestwie. Planował morderstwo swojej żony, by odziedziczyć fortunę należącą do jej matki.

- Jang Ga-hyun jako duch używający czerwonej szminki (odcinek 4) – ma w zwyczaju opętywać kobiety z kompleksem piękna.

- Yoo Min-kyu jako Ji-woo (odcinek 5) – chorowity za życia, martwy pan młody. Był zakochany w dziewczynie rozwożącej mleko do domów, ale zanim zdążył wyznać jej miłość, zmarł.

- Kim Bo-mi jako Sun-young (odcinek 5) – jej pracą było rozwożenie mleka.

- Jeon Yang-ja jako przewodnicząca Wang (odcinek 5) – babcia Ji-woo i przewodnicząca firmy. Wierzy, że jej wnuk nie może odnaleźć spokoju, ponieważ w życiu nie zakochał się, więc zatrudnia szamankę by zaaranżować małżeństwo między duchami.

- Lee Yong-nyeo jako Madam Go (odcinki 5 i 13) – szamanka i znana swatka duchów. Wyjaśnia Gong-shil powód dla którego duchy nieustannie ją nawiedzają.

- Hong Won-pyo jako Hyung-chul (odcinek 6) – dezerter z wojska, którego najlepszym przyjacielem był pies.

- Jo Hwi-joon jako Chang-min (odcinek 7) – chłopiec, który był ofiarą przemocy domowej. Ma lalkę którą zamieszkują duchy zmarłych dzieci.

- Kim Hee-jung jako Kang Gil-ja (odcinek 8) – przepracowana i niedoceniana kobieta w średnim wieku, która obecnie leży w śpiączce w szpitalu, a jej duch nawiedza hotel należący do Królestwa.

- Jung Chan jako Louis Jang (odcinek 9) – sławny pianista, który nie potrafi poradzić sobie ze śmiercią swojej żony.

- Lee Hyo-rim jako żona Louis Janga (odcinek 9) – Gong-shil pomaga jej przywołać jej roztrzepanego i leniwego męża do porządku.

- Seo Hyo-rim jako Park Seo-hyun (odcinki 9-10) – spadkobierczyni wielkiej fortuny, która zgadza się na fałszywe zaręczyny z Joong-wonem, które w rzeczywistości są jedynie pretekstem do transakcji biznesowej.

- Lee Jong-hyuk jako Lee Jae-seok (odcinek 11) – Dyrektor generalny Giant Mall, biznesowy rywal Królestwa. Wciąż przeżywa śmierć ojca i fakt, że jego ojciec miał kochankę, jako że w jego mieszkaniu znalazł kobiece ubrania, perfumy i kosmetyki.

- Lee Jae-yong jako Lee Yong-jae (odcinek 11) – były właściciel Giant Mall, ojciec Jae-seoka. Nie był tak naprawdę niewierny wobec żony, ale uprawiał cross-dressing.

## Ścieżka dźwiękowa
Single
| 2013                                           | „Najgwa bam (낮과 밤)” (Gummy)                   | 8  | - KOR: 643 514+   | Part 1 |
| 2013                                           | „Neowa na (너와 나)” (Hong Dae-kwang)            | 20 | - KOR: 271 895+   | Part 2 |
| 2013                                           | „Crazy of you (미치게 만들어)” (Hyolyn (Sistar)) | 2  | - KOR: 984 375+   | Part 3 |
| 2013                                           | „Touch Love” (Yoon Mi-rae)                       | 1  | - KOR: 1 299 537+ | Part 4 |
| 2013                                           | „Mystery” (Chung Dong-ha (Boohwal))              | 44 | - KOR: 113 787+   | Part 5 |
| 2013                                           | „All About” (Melody Day)                         | 15 | - KOR: 198 199+   | Part 6 |
| 2013                                           | „No matter what (겁도 없이)” (Seo In-guk)        | 2  | - KOR: 553 041+   | Part 7 |
| 2013                                           | „Last One” (Youme feat. Joo-seok)                | 23 | - KOR: 96 726+    | Part 8 |
| "—" oznacza, że wydawnictwo nie było notowane. |                                                  |    |                   |        |